# Prințesa Margaret Yolande de Savoia
Margaret Yolande de Savoia (15 noiembrie 1635 – 29 aprilie 1663) a fost prințesă de Savoia prin naștere și mai târziu Ducesă consort de Parma. A fost o posibilă mireasă pentru vărul ei primar Ludovic al XIV-lea al Franței însă mai târziu s-a căsătorit cu Ranuccio Farnese, fiu al lui Odoardo Farnese și al Margheritei de Medici. A murit la naștere în 1663.